# Curriculum vitae
Curriculum vitae (скраћено CV), на српском радна биографија или животопис, писани је документ који описује стечено радно или животно искуство појединца. Његова сврха је да прикаже стручне квалификације и детаљно пословно искуство оног који га пише. Оптимална величина CV-ја је једна до две стране А4 формата.